# Liu Xiang (caudillo)
Liu Xiang o Liu Hsiang, 劉湘 (1888–1938) fue uno de los caudillos que controlaban la Provincia de Sichuan durante la Era de los señores de la guerra de China.

## Orígenes
Liu Xiang nació el 1 de julio de 1888, en Dayi, Sichuan, China. Se graduó del Colegio Militar de Sichuan y eventualmente fue ascendido a comandante del ejército en Sichuan. 
Entre el 6 de junio de 1921 y el 24 de mayo de 1922, Liu fue gobernador civil y Militar de la Provincia de Sichuan, siendo gobernador civil hasta diciembre de 1922. 

## Caudillo
De nuevo, volvió a ser gobernador civil y Militar de Sichuan entre julio de 1923 y el 19 de febrero de 1924, permaneciendo como Gobernador Militar hasta el 27 de mayo de 1924. Fue nuevamente Gobernador Militar desde el 16 de mayo de 1925 hasta que fue sustituido por Deng Xihou en 1926.
Durante el período entre 1927 y 1938, Sichuan estuvo controlada por cinco caudillos: Liu Xiang, Yang Sen, Liu Wenhui, Deng Xihou, y Tian Songyao. Ningún caudillo tuvo el suficiente poder para eliminar a todos los demás a la vez, por lo que ocurrieron muchas pequeñas batallas entre ellos. Raramente estallaron grandes conflictos, por lo que la escena política sichuanesa se caracterizó por los complots y las escaramuza, así como el rápido surgimiento y desintegración de efímeras coaliciones y contra-coaliciones.
Sin embargo, Liu Xiang fue el más influyente de los caudillos de Sichuan. Al alinearse con Chiang Kaishek, fue nombrado General en Jefe del 21er Ejército entre 1926 y 1935.  Controló Chongqing y sus alrededores. Dicha región, asentada en la rivera del Río Yangtzé, era rica, pues controlaba el comercio río abajo con las otras provincias y, por tanto, controlaba gran parte de la actividad económica en Sichuan.
Desde esta posición de fuerza, entre 1930 y 1932 Liu y el General Liu Wenhui mejoraron sus tropas, organizando una pequeña fuerza aérea en Chengdú, compuesta por dos Fairchild KR-34CA y un Junkers K53. En 1932, Liu comenzó a formar el "Cuerpo de Carros Blindados y Tanques de Chungking". Se fabricaron carros blindados en Shanghái, basado en el camión de GMC de 1931, con una ametralladora de 37 mm y 2 MGs en una torreta.
Liu sostenía cierta rivalidad con su tío, el General Liu Wenhui. En 1935, Liu Xiang expulsó a Liu Wenhui, pasando a ser Jefe del Gobierno de la provincia de Sichuan. A family-brokered peace was arranged which mollified Liu Wenhui with control of the neighbouring Xikang province, a sparsely populated but opium-rich territory[cita requerida] on the periphery of Han China and Tíbet.

## Segunda guerra sino-japonesa y muerte
A comienzos de la segunda guerra sino-japonesa, Liu Xiang lideró al 15.º Ejército de Sichuan en la Batalla de Shanghái y al 23er Grupo de Ejército en la Batalla de Nankín. Fue nombrado Comandante en Jefe de las River Defence Forces en el Río Yangtzé. En enero de 1938, ordenó a sus tropas de más de 100,000 soldados salir de Sichuan para combatir contra los japoneses. 
Sin embargo, Liu Xiang murió el 20 de enero de 1938, en Hankou, Hubei. Algunos sospecharon que fue envenenado por Chiang Kai-shek por conspirar con el Jefe de Shandong Han Fuju para volverse contra Chiang.
La muerte de Liu y la llegada del gobierno central a Chongqing en 1938, trajo consigo reformas que eventualmente pusieron fin a la mayor parte de las guarniciones de los caudillos. 
La Camarilla de Sichuan se disolvió y gran parte de las tropas de Sichuan juraron su lealtad a Chiang Kai-shek, convirtiéndose esencialmente en unidades del Ejército Central y pasando a ser la provincia un gran centro de reclutamiento para los diezmados ejércitos Nacionalistas.

## Carrera
- 1921 - 1922  Gobernador de la Provincia de Sichuan

- 1921 - 1922  Gobernador Militar de la Provincia de Sichuan

- 1923 - 1924  Gobernador Militar de la Provincia de Sichuan

- 1923 - 1924  Gobernador de la Provincia de Sichuan

- 1924         Gobernador de la Provincia de Sichuan

- 1925 - 1926  Gobernador Militar de la Provincia de Sichuan

- 1926 - 1935  General en Jefe del 21.er Ejército

- 1928 - 1930  General en Jefe de la 3.ª División, 21er Ejército

- 1930 - 1932  General en Jefe de la División Modelo, 21er Ejército

- 1933         Comandante en Jefe del Cuartel General contra los Bandidos de la Provincia de Sichuan

- 1935 - 1938  Presidente del Gobierno de la Provincia de Sichuan

- 1937         General en Jefe del 15.º Ejército

- 1937         Comandante en Jefe del 23.er Grupo de Ejército

- 1937 - 1938  Comandante en Jefe de las Fuerzas de Defensa del Río